# 福特A型車 (1927—1931年)
福特A型車（俗称A型福特或A ） 是福特汽车公司繼T型车之後，第二個創下市場銷售成功的產品。該車型最初于1927年10月20日生产，但直到12月2日才問世， A型車取代了已經生產了18年的古老的T型車。這新的A型車（ 以前的型号在1903-04使用過同一名稱）被指定为1928型号，並有四種標準配色可供選擇。 
到1929年2月4日時，A型車的銷售量突破百萬輛，同年7月24日，销售量達到200萬輛。 车身风格的范围从500美元的都铎（灰色，绿色或黑色） 到1200美元有双重整流罩的城市车。  1930年3月，A型車的销量突破300萬，并且有9种車身款式可供選擇。 
A型車于1932年3月正式停產，包含所有車身風格在內，總銷售為4,858,644輛。 其後繼車款是B型車與18型車，前者的特点是更新的直列四缸发动机 ，後者則其引入了福特當時最新的平头（sidevalve）V8引擎 。 

## 画廊

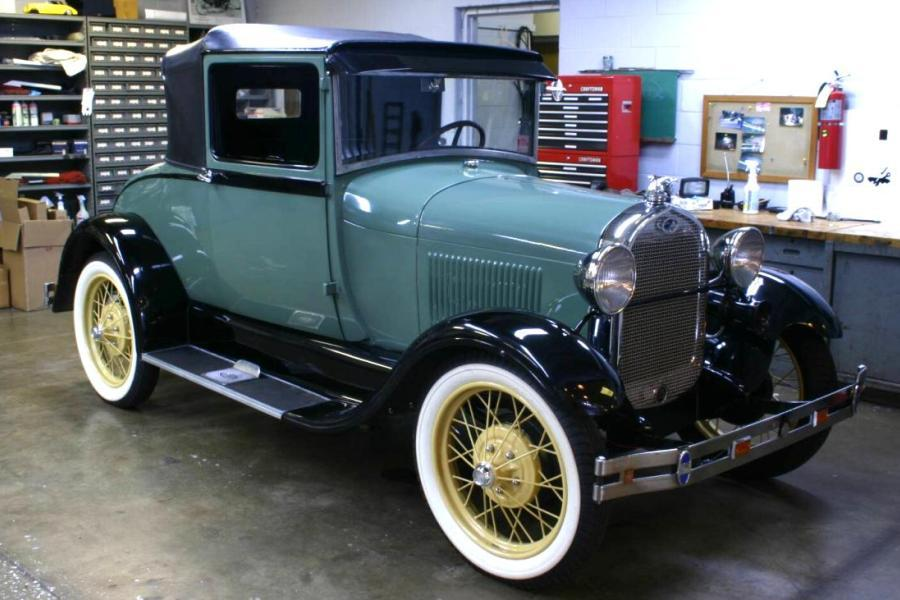
1928年A型轿车
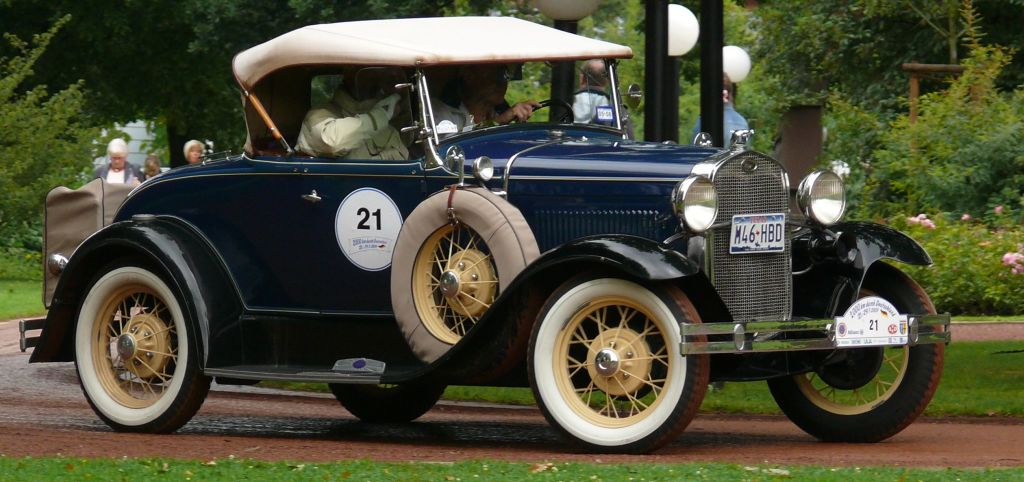
1930年豪华敞篷跑车
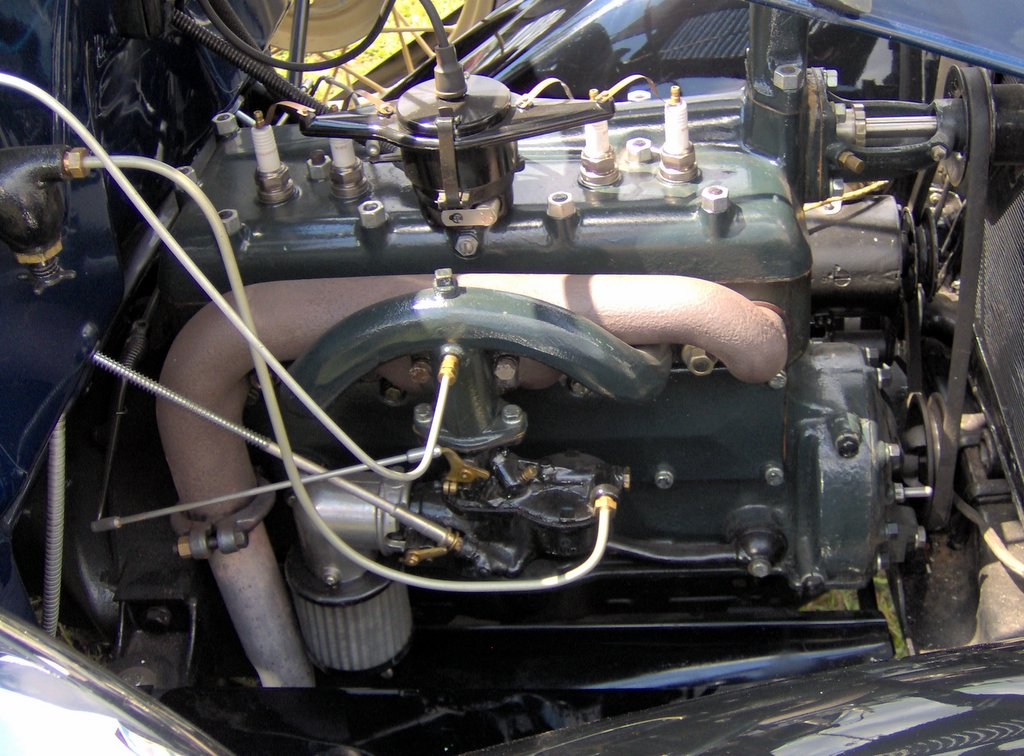
1928年A型发动机配有现代化的售后空气过滤器
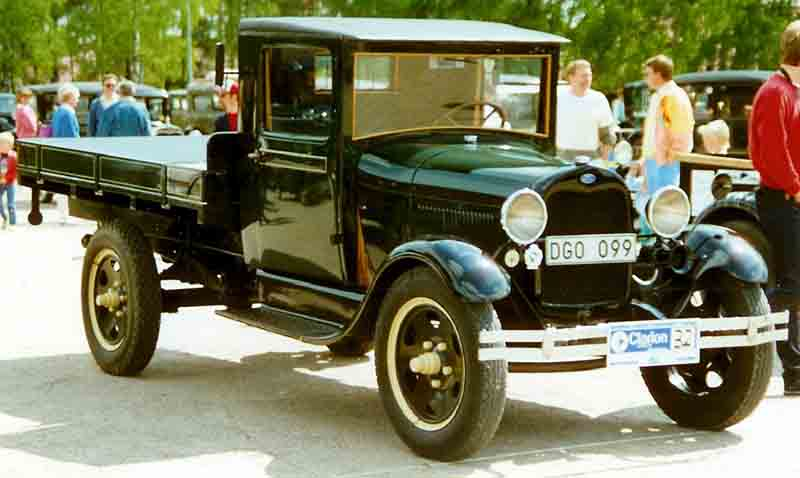
1929年型号A的AA型重型卡车变型
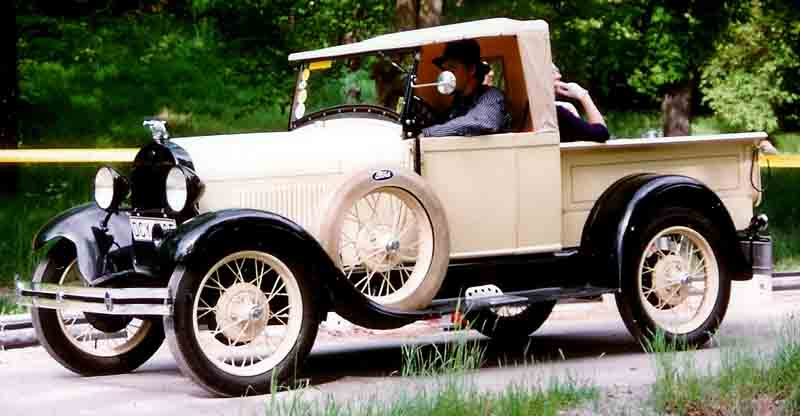
1928年A型敞篷驾驶室（跑车）皮卡车
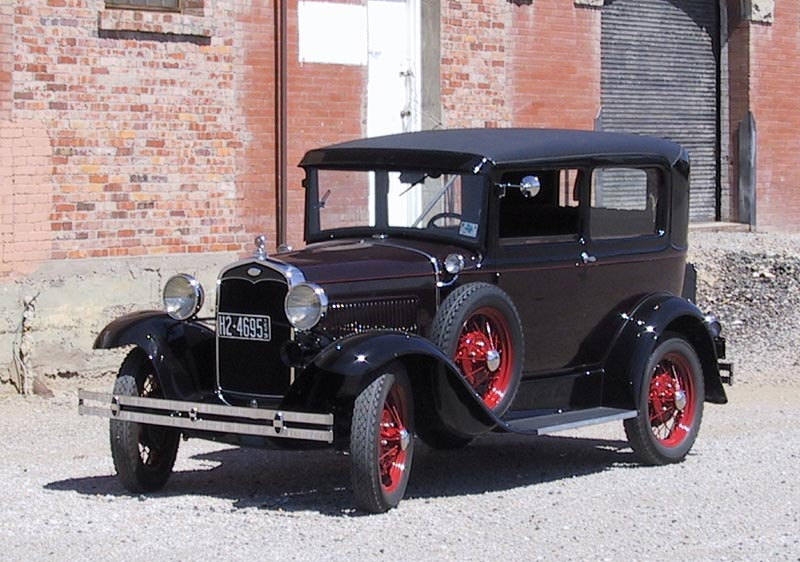
1931年豪华都铎王朝
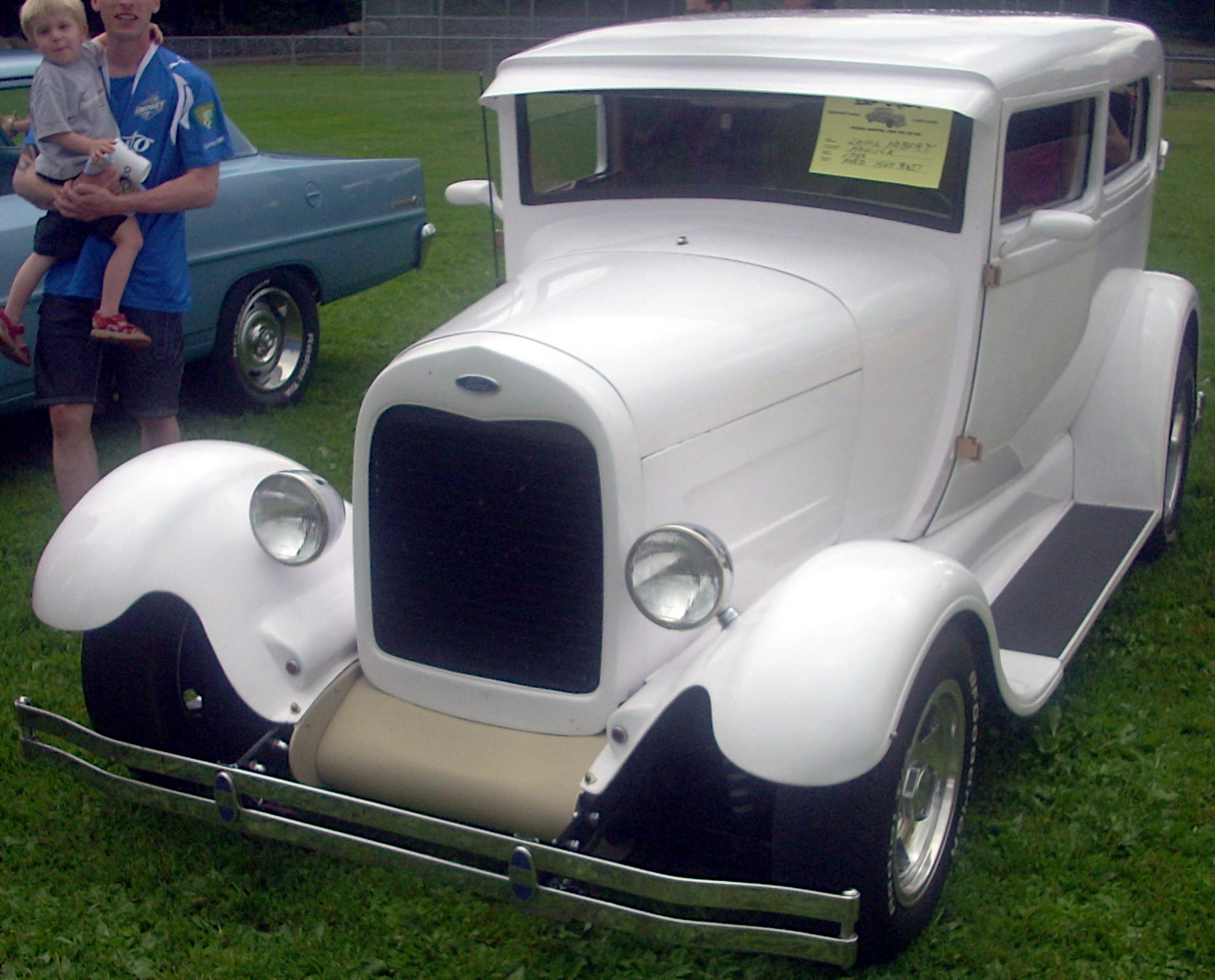
1928型号A型热棒，带有平底锅， 切碎的顶部和后期模型大灯和后视镜
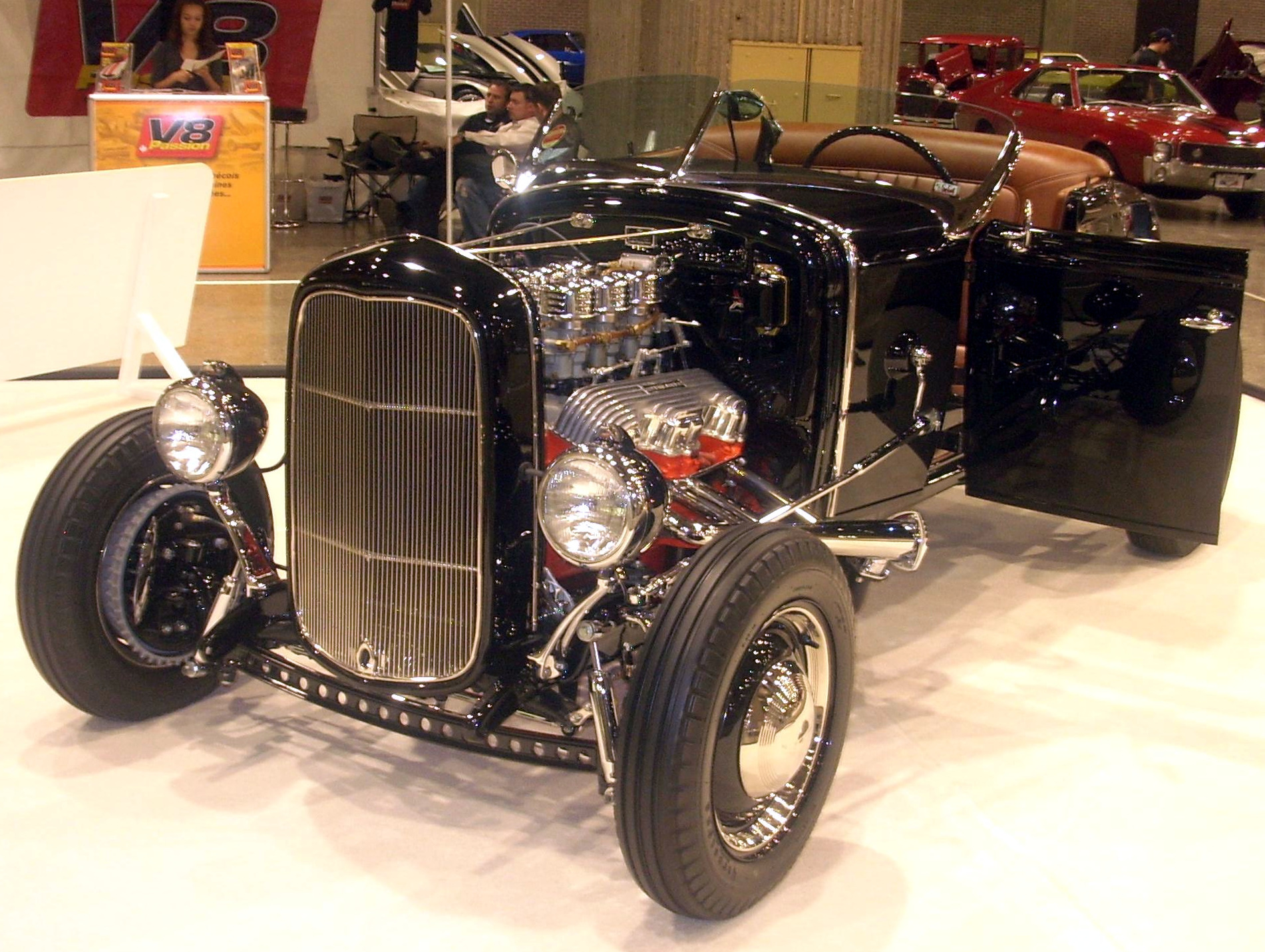
另一款带有1931 Roadster车身和底盘的热棒 ， [來源請求] Deuce格栅外壳，镀铬帽化油器 ，钻前工字钢，前翅片鼓式制动器和变焦管
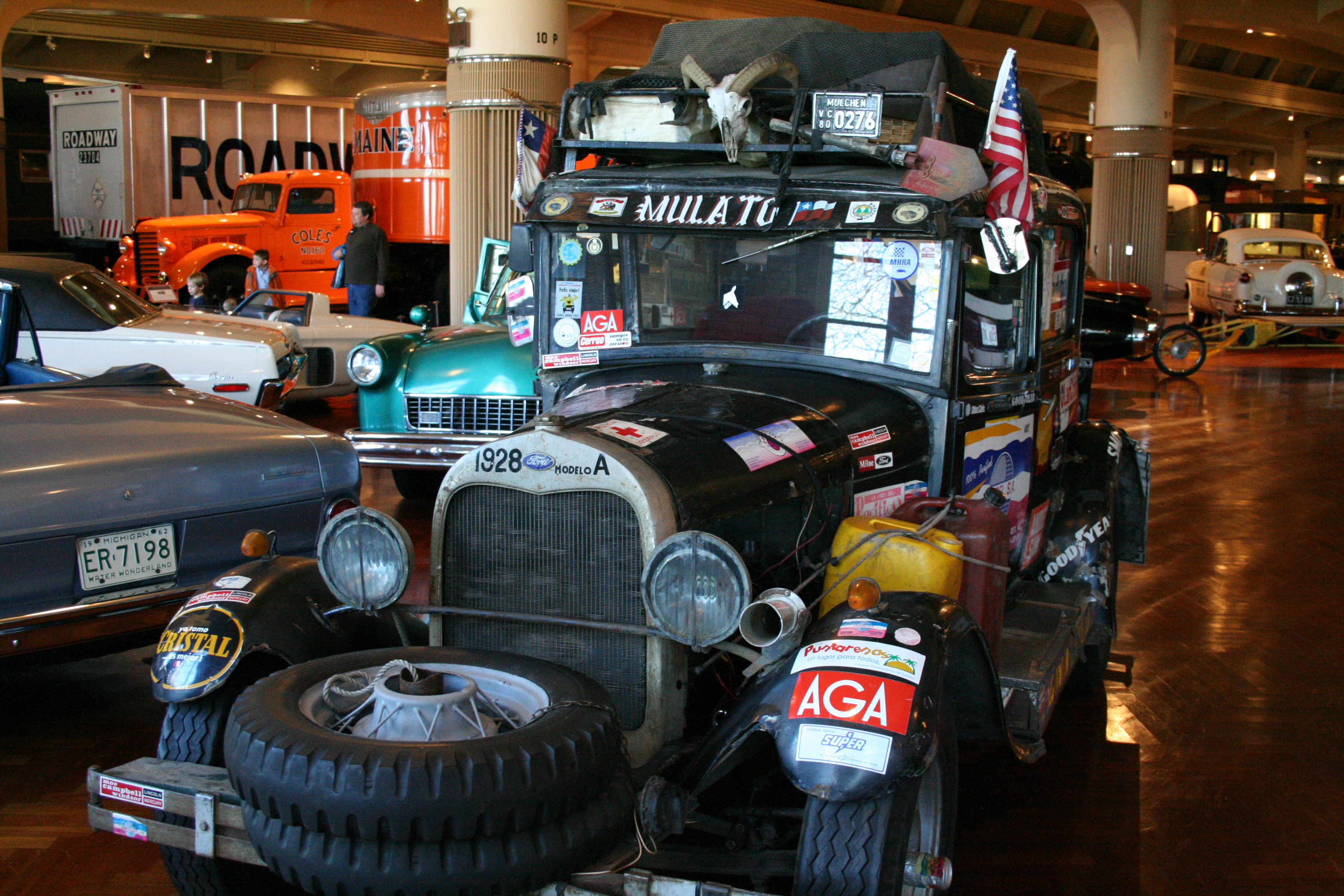
Hector Quevedo的1928年模特A在亨利福特博物馆展出。
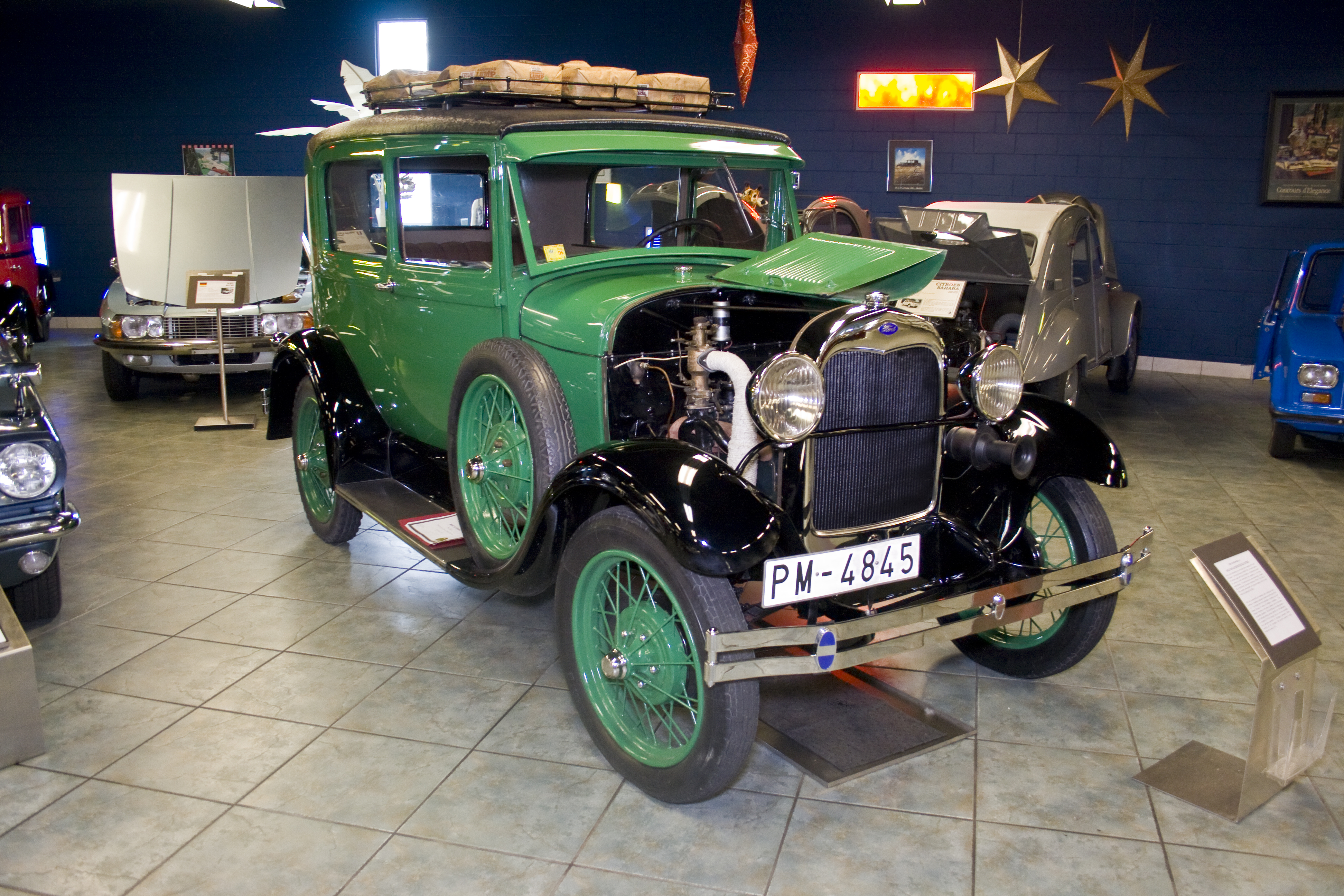
1929年在坦帕湾汽车博物馆展出的 A型Gazogene。这辆车于1939年进行了改装，使用木材或木炭形式的替代燃料。
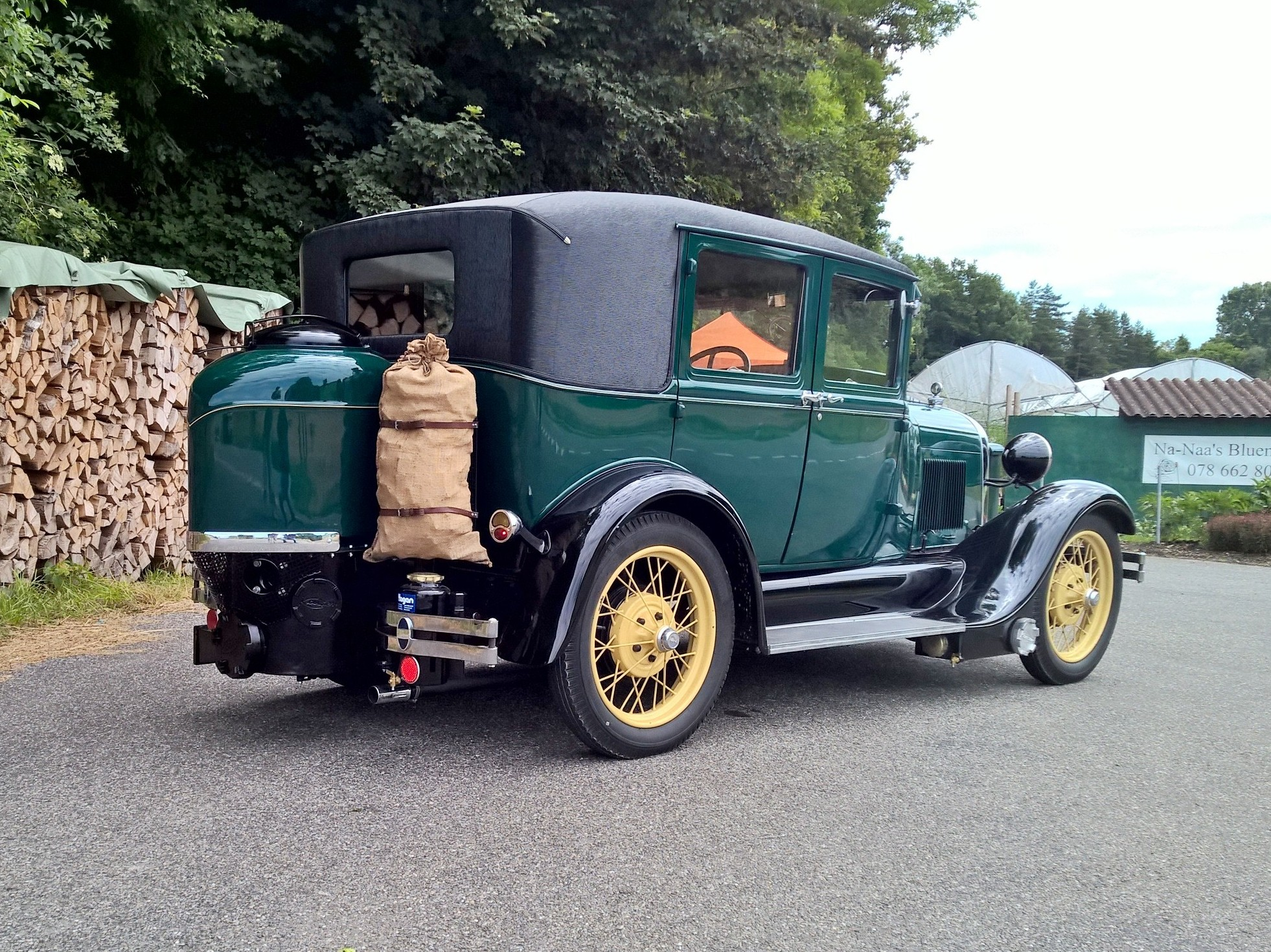
1928年型号为福特的1941 Kaiser 木材燃气发电机 。 [來源請求]
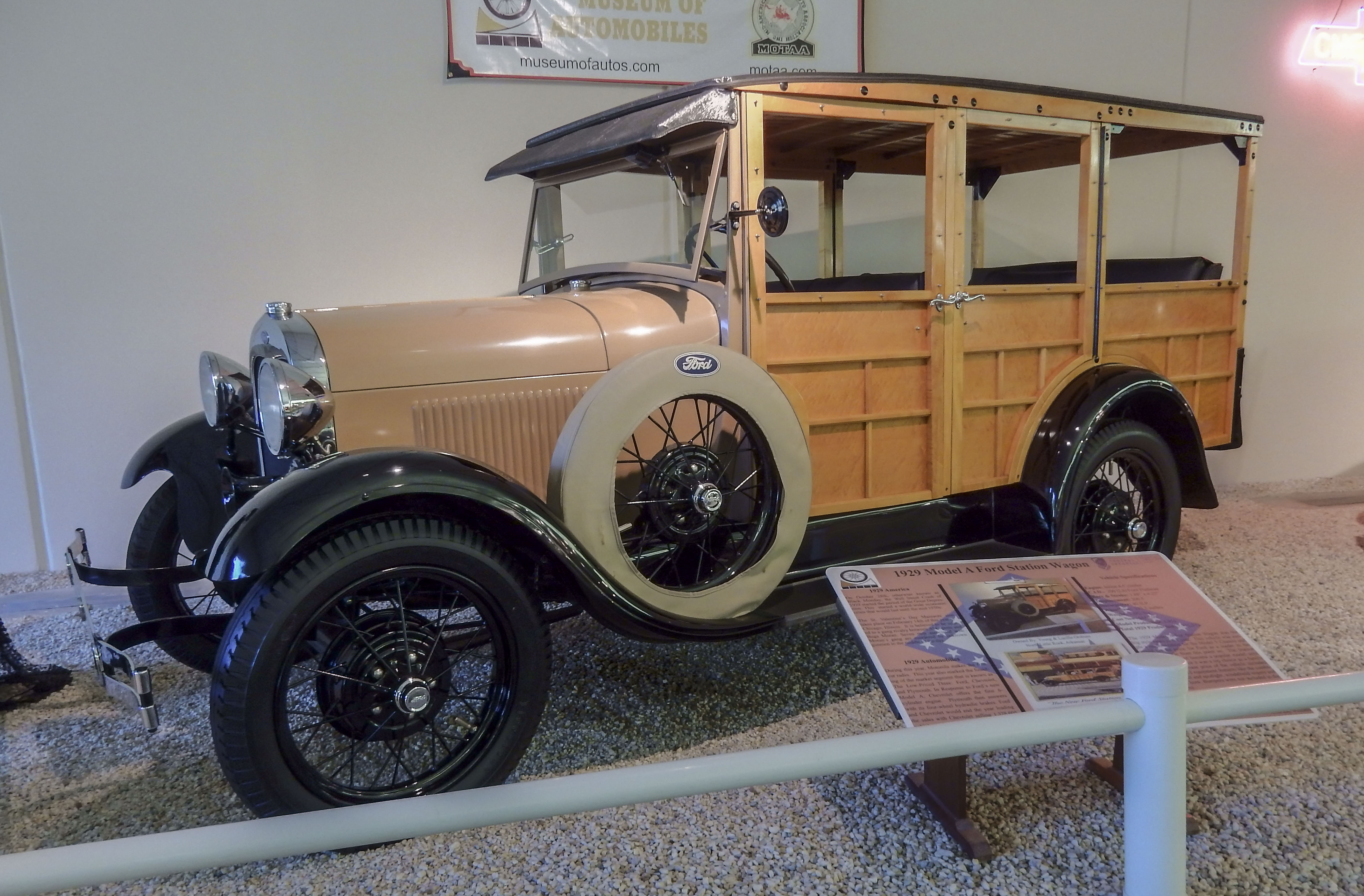
1929年的A型旅行车，在阿肯色州的汽车博物馆展出 。
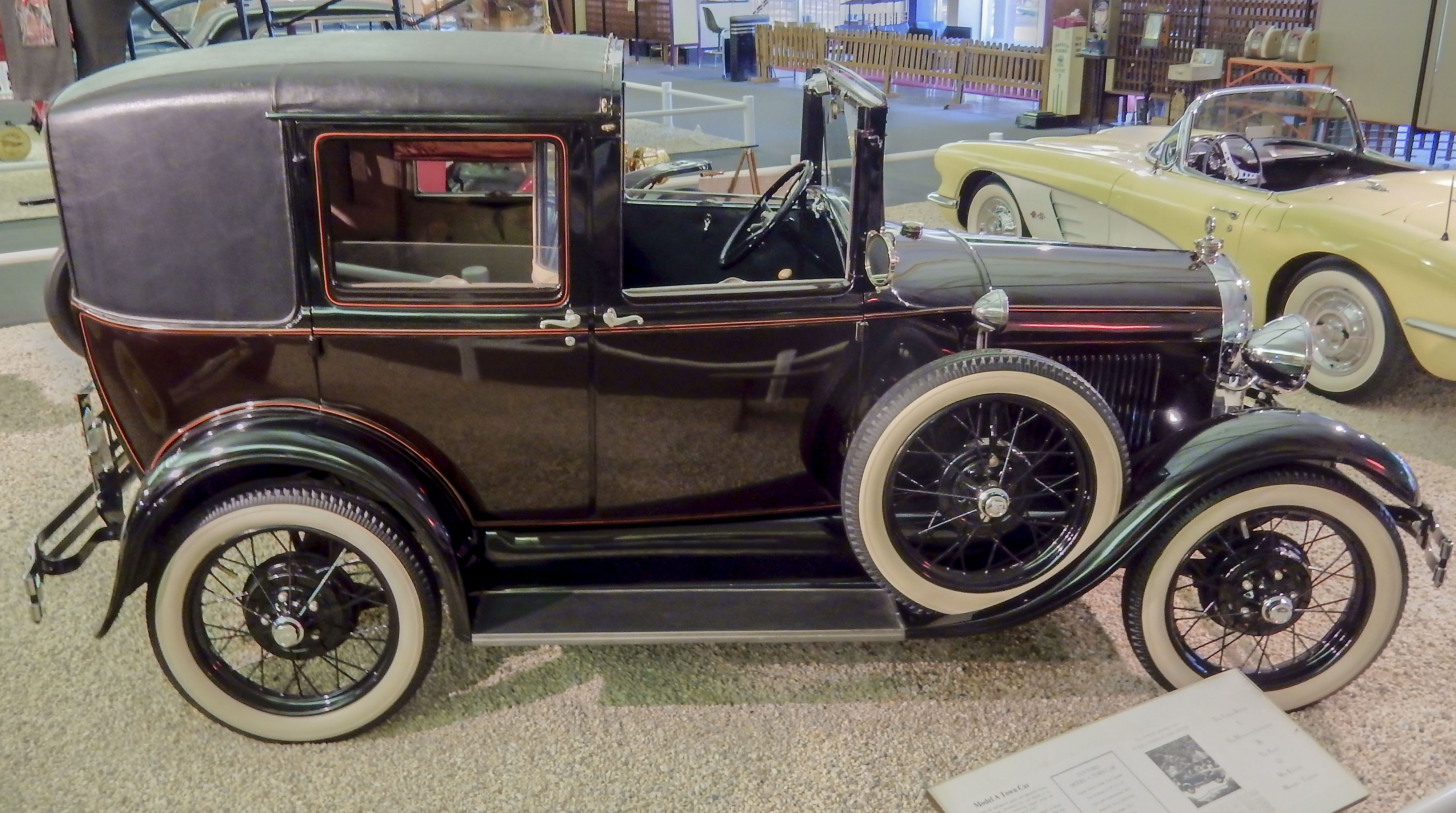
1929年阿肯色州汽车博物馆的城市汽车。
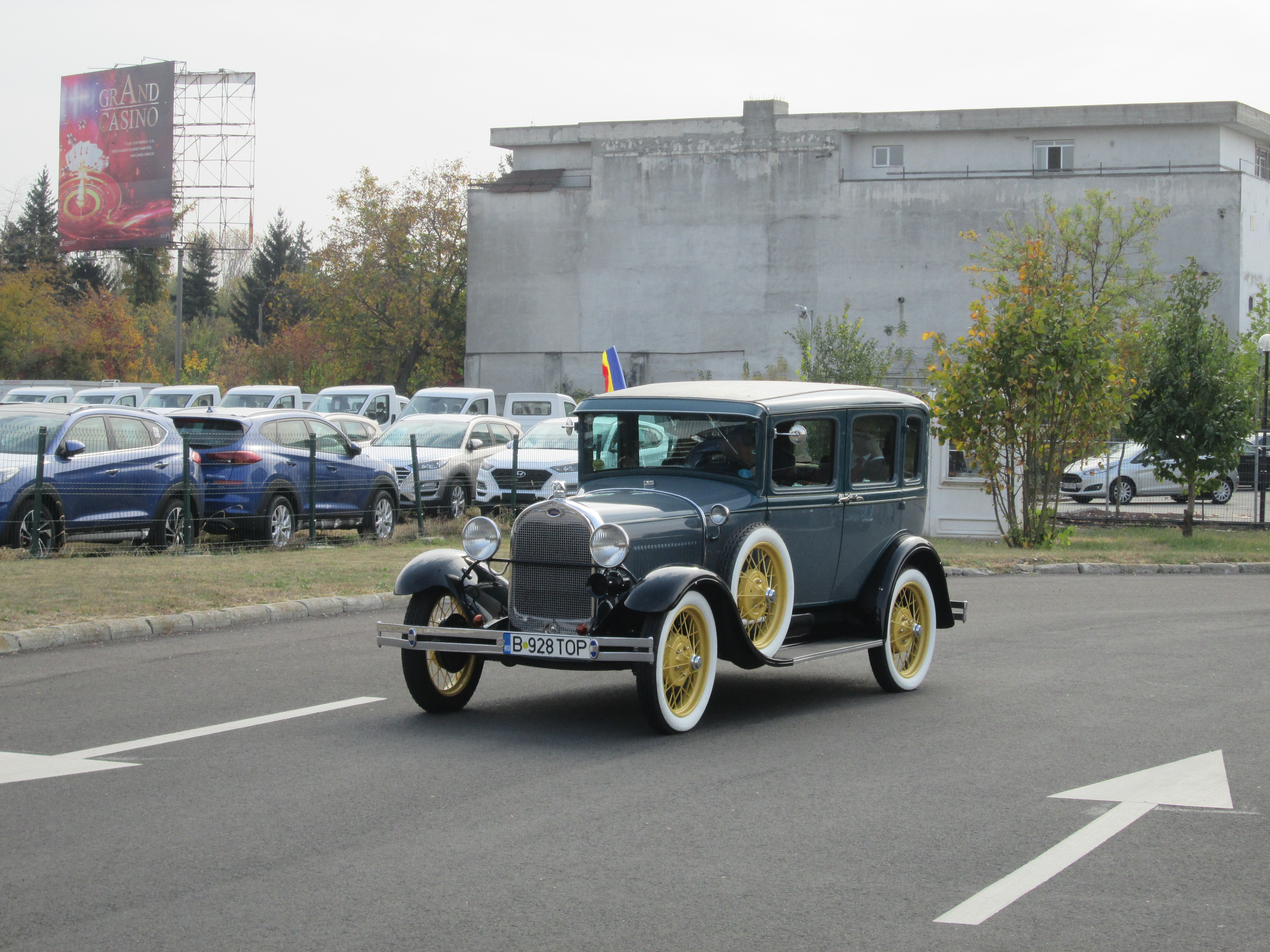
1928年轿车在罗马尼亚与自杀门 。

## 进一步阅读
- Henry, Leslie R. . Vermont: Echo Point Books & Media, LLC. 2013. ISBN 1626549419.